# Lucquy
Lucquy település Franciaországban, Ardennes megyében. Lakosainak száma 579 fő (2022. január 1.). Lucquy Amagne, Auboncourt-Vauzelles, Coucy, Faux és Novy-Chevrières községekkel határos.

## Népesség
A település népességének változása:
| Lakosok száma | 631  | 501  | 455  | 524  | 599  | 595  | 580  | 572  | 571  | 579  |
|               | 1968 | 1982 | 1990 | 2006 | 2013 | 2015 | 2017 | 2019 | 2020 | 2022 |